# 友谊镇 (凭祥市)
友谊镇，是中华人民共和国广西壮族自治区崇左市凭祥市下辖的一个乡镇级行政单位。南界友谊关口岸接越南谅山省同登市镇。

## 行政区划
友谊镇下辖以下地区：
宋城村、平而村、三联村、召化村、礼茶村、隘口村、卡凤村、匠龙村和英阳村。